# Lytro
Lytro, Inc. è stata una società americana fondata nel 2006 da Ren Ng che ha sviluppato fotocamere e videocamere plenottiche.
La Lytro ha iniziato a commercializzare la sua prima fotocamera compatta, in grado di rifocheggiare le immagini dopo lo scatto, nelle versioni da 8 GB e 16 GB il 29 febbraio 2012. Nell'aprile 2014, la società ha annunciato Lytro Illum, la sua fotocamera di seconda generazione per fotografi commerciali e sperimentali. Lytro Illum è stato realizzata per il mercato ad un prezzo di $ 1.600. La Illum ha un obiettivo zoom f/2.0 da 30 – 250 mm (35 mm equivalente) non intercambiabile e uno schermo posteriore snodato. Nell'autunno del 2015, l'azienda Lytro ha cambiato direzione, annunciando la Immerge, una videocamera di fascia alta per l'acquisizione video VR associata ad un server di elaborazione dedicato. Immerge avrebbe dovuto essere realizzata sul mercato nel 2016 ed essere utile agli studios che cercavano di combinare la realtà virtuale basata su CGI con la realtà virtuale video.
Lytro ha cessato l'attività a fine marzo 2018. Inizialmente si disse che Lytro era stata acquisita da Google, ma in seguito si seppe che la maggior parte degli ex dipendenti di Lytro è passata a lavorare presso Google.

## Storia

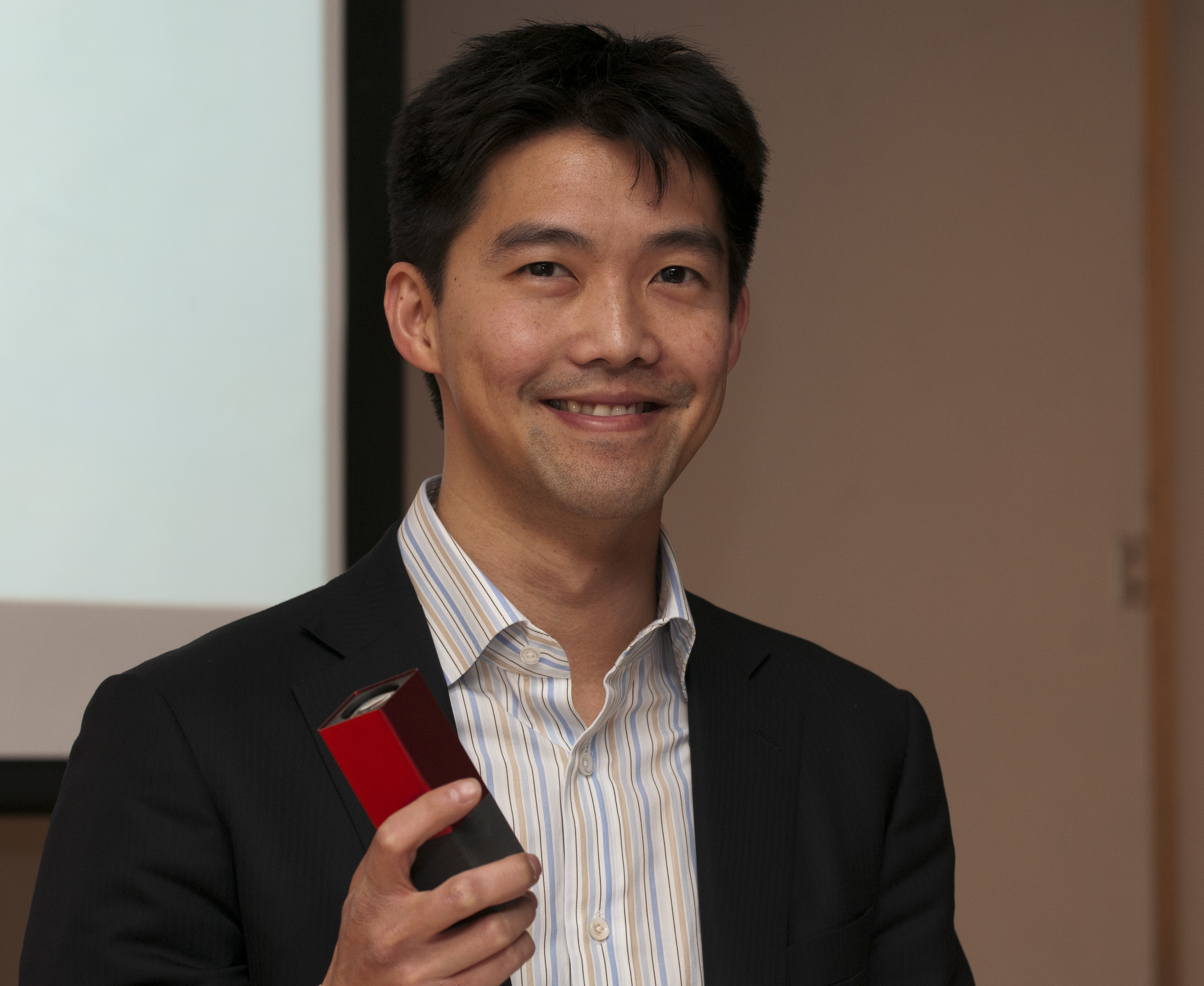
Ren Ng, CEO e fondatore originale di Lytro, in possesso di una fotocamera Lytro.

Mentre era ricercatore a Stanford, Ren Ng stava fotografando la figlia di un amico e notò che "era incredibilmente difficile mettere a fuoco l'immagine correttamente e catturare il suo sorriso fugace nel modo giusto". Dopo aver completato il suo dottorato di ricerca, Ng ha deciso di utilizzare la sua esperienza nella ricerca nel settore del campo-di-luce per "avviare una società che avrebbe prorodotto fotocamere plenottiche per tutti".  La società era originariamente chiamata Refocus Imaging, prima di essere lanciata come Lytro.
I membri del consiglio di Lytro includevano Ben Horowitz, socio accomandatario di Andreessen Horowitz; Patrick Chung, partner della NEA; e il cofondatore di TiVo Mike Ramsay, con Charles Chi di Greylock Partners che ricopriva il ruolo di Presidente esecutivo. I consulenti includevano il cofondatore di Intuit Scott Cook, il cofondatore di VMware Diane Greene, il presidente dei Dolby Labs Peter Gotcher e il cofondatore di Sling Media Blake Krikorian.
Il fondatore di Lytro, Ng, è stato il primo CEO di Lytro. Kurt Akeley, Chief Technology Officer di Lytro, era un membro fondatore della Silicon Graphics. Nel giugno 2012 Ng ha annunciato che avrebbe cambiato ruolo e che sarebbe stato il presidente esecutivo di Lytro dedicato all'innovazione. Charles Chi sarebbe passato da Presidente esecutivo a CEO ad interim mentre il consiglio di Lytro avrebbe iniziato a cercare un nuovo CEO.
Nel giugno 2011 pare che Steve Jobs, CEO di Apple, abbia presumibilmente incontrato Ng per discutere dei miglioramenti apportati alla fotocamera dell'iPhone.
Sebbene non sia una vera fotocamera a campo luminoso, l'HTC One M8 rilasciato nell'aprile 2014 imita la funzionalità di rilevamento della profondità di Lytro attraverso l'uso di una seconda fotocamera e la elaborazione stereoscopica a posteriori.
Il 27 marzo 2018 Lytro ha annunciato di terminare le sue attività. A novembre 2018, il sito web originale di Lytro lytro.com stava reindirizzando a Raytrix, un produttore tedesco di fotocamere scientifiche a campo luminoso.

## Prodotti

### Fotocamera plenottica Lytro originaria

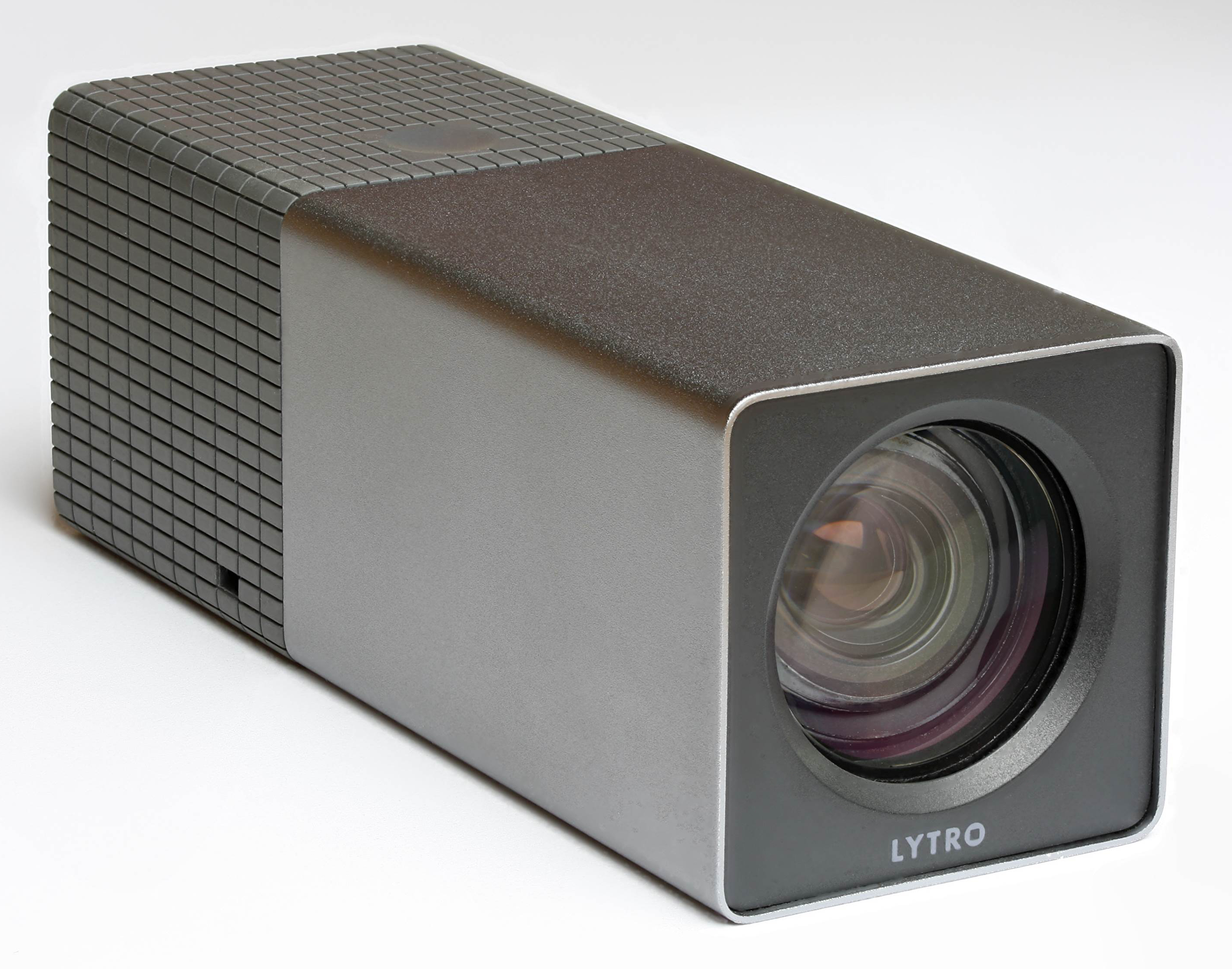
La primissima fotocamera Lytro è stata progettata da NewDealDesign.

La fotocamera originale è un parallelepipedo lungo meno di cinque pollici con un'apertura dell'obiettivo su un'estremità e un touchscreen LCD da 1,52 pollici (38,6 mm) sull'altra. La fotocamera originale è dotata di un sensore da 11 megaray. L'obiettivo ha uno zoom ottico 8x (5,5x in "Every day mode") e un'apertura f / 2.0. La prima generazione della fotocamera è disponibile in due opzioni: una con 8 GB di memoria (che può contenere 350 foto) e una con 16 GB (che può contenere 750 foto). Megaray è una misura utilizzata da Lytro per descrivere quanti megapixel si trovano nel sensore sotto un array di microlenti . I dati grezzi vengono elaborati per produrre fotografie con una risoluzione di 1,2 megapixel.

### Lytro Illum

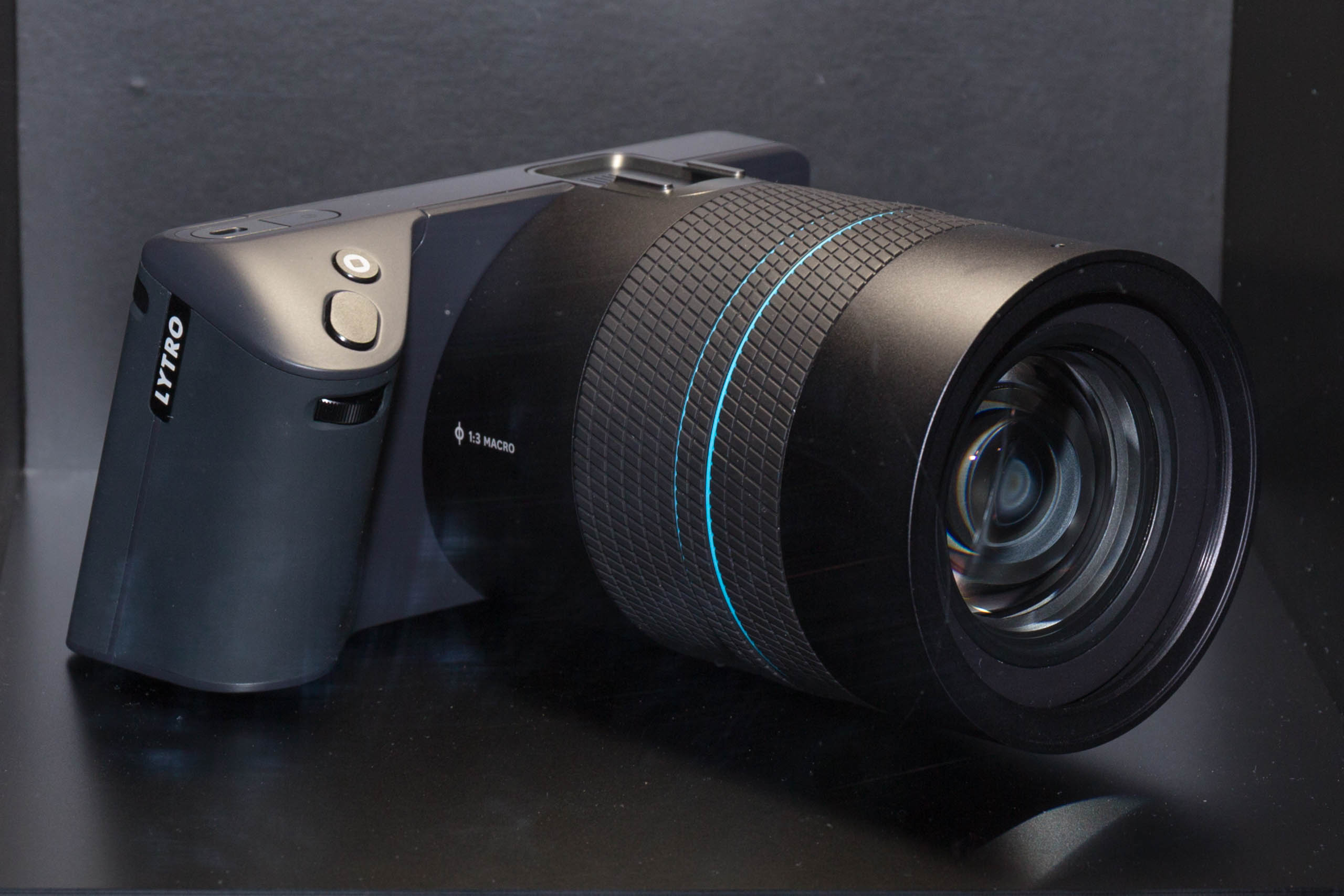
Lytro ILLUM 2015 CP +

Lytro ILLUM è dotato di un sensore da 40 megaray (rispetto al sensore da 11 megaray originale della Lytro Camera) e di un processore più potente. L'obiettivo 30–250 mm ha uno zoom ottico 8,3x, un'apertura f/2.0 e capacità di messa a fuoco macro 1: 3. L'obiettivo è stato progettato per pesare mezzo chilo per rendere la fotocamera più leggera e maneggevole. Illum è dotata di un touchscreen LCD snodato da 4 pollici (101,6 mm) da 1.152.000 pixel in formato wide. Una sovrapposizione di visualizzazione mostra al fotografo la messa a fuoco relativa di tutti gli oggetti nella cornice e quali elementi sono ri-focalizzabili. La fotocamera ha uno slot per schede SD / SDHC / SDXC e nessuna memoria interna. Dispone inoltre di una porta USB 3.0, porta per scatto (remoto) esterna, attacco a slitta (hotshoe) per flash, attacco per treppiede e batteria rimovibile. Il sensore di immagine CMOS misura 1/2-inch (6,4 x 4,8   mm) e la sensibilità può essere variata da ISO 80 a 3200.

### Lytro Immerge
Il 5 novembre 2015, Lytro ha annunciato Immerge, un sistema end-to-end per l'acquisizione di campi luminosi da utilizzare nella creazione di contenuti di realtà virtuale (VR). Utilizzava un server associato montato su un piccolo rack portatile da 19 pollici a causa della quantità di dati acquisiti.

## Investimento
Finanziamenti ricevuti: $ 140 milioni in 4 tranche da 8 investitori. Finanziamento più recente: Venture da $ 50 milioni il 25 febbraio 2015.

## Tecnologia

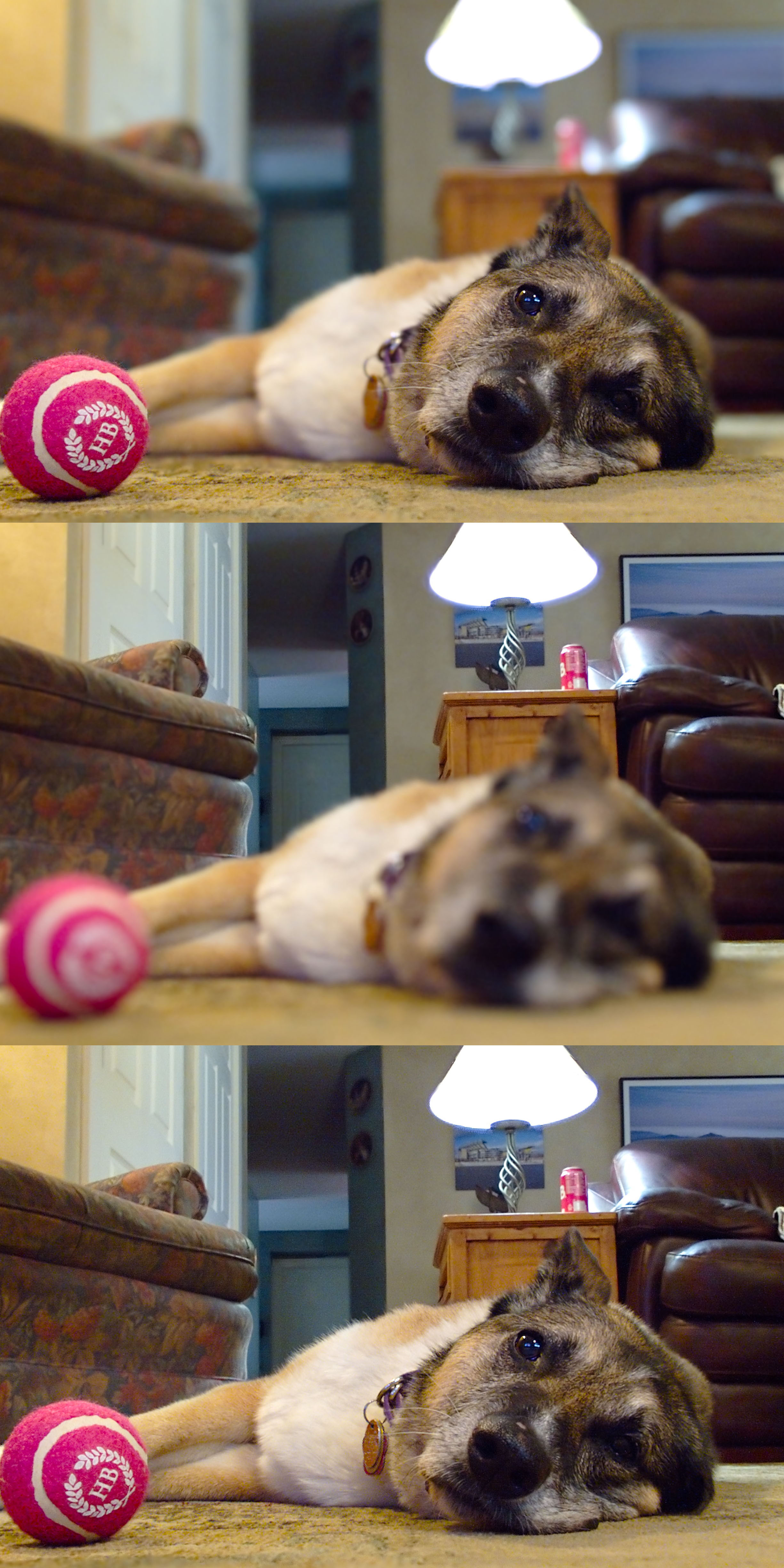
Effetto della ri-messa a fuoco e della regolazione della profondità di campo mediante il software Lytro. figura in alto: vicino, figura in mezzo: lontano, figura in basso: tutto a fuoco.

La fotografia a campo luminoso (nota anche come fotografia plenottica) acquisisce informazioni sull'intensità della luce in una scena e acquisisce anche informazioni sulla direzione in cui i raggi luminosi viaggiano nello spazio. Il sensore di campo luminoso di Lytro utilizza una serie di micro-obiettivi posti di fronte a un sensore di immagine, altrimenti convenzionale, per rilevare intensità, colore e informazioni direzionali. Il software utilizza quindi questi dati per creare immagini 2D o 3D visualizzabili. Il compromesso di Lytro cede la massima risoluzione 2D, a una determinata distanza, in cambio di una migliore risoluzione ad altre distanze. Gli utenti sono in grado di convertire l'immagine proprietaria della fotocamera Lytro in un normale file di immagine 2D, a qualsiasi distanza focale desiderata. La risoluzione massima Illum 2D è 2450 × 1634 (4,0 megapixel), La risoluzione del campo luminoso 3D è 40 "megaray". La fotocamera di prima generazione ha una risoluzione 2D massima di 1080 × 1080 pixel (circa 1,2 megapixel),
Le caratteristiche di una fotocamera a campo luminoso includono: 
- Profondità di campo variabile e "rifocalizzazione": la funzione di "messa a fuoco diffusa" di Lytro consente di ampliare la profondità di campo (profondità di messa a fuoco) di una rappresentazione bidimensionale di un'immagine Lytro dopo che è stata scattata una foto.[36] Invece di dover impostare la messa a fuoco a una distanza particolare, la "messa a fuoco diffusa" consente di realizzare più di una immagine 2D con differenti messe a fuoco con lo stesso scatto. . In alcuni casi questo può essere l'intero campo dell'immagine 2D. Gli utenti sono anche in grado di "ri mettere a fuoco" immagini 2D a determinate distanze per effetti creativi e/o artistici. Illum consente di selezionare la gamma di "rifocalizzazione" e "Messa a fuoco diffusa" utilizzando la messa a fuoco ottica e gli anelli zoom sull'obiettivo. Illum dispone anche di "bracketing della messa a fuoco" per estendere la gamma di rifocalizzazione catturando 3 o 5 immagini consecutive a diverse profondità.[37]
- Velocità: poiché è meno necessario mettere a fuoco l'obiettivo prima di scattare una foto, una fotocamera a campo luminoso è in grado di catturare le immagini più rapidamente rispetto alle fotocamere digitali tradizionali punta e scatta.[3] Questo è un vantaggio nella fotografia sportiva, ad esempio, in cui molte immagini vengono perse perché il sistema di messa a fuoco automatica della fotocamera non può essere puntato con precisione su un soggetto in rapido movimento.
- Sensibilità in condizioni di scarsa luminosità: la capacità di regolare la messa a fuoco in post-elaborazione consente l'uso di aperture più grandi di quelle praticabili con le fotocamere convenzionali, consentendo così la fotografia in ambienti con scarsa illuminazione.[16]
- Immagini 3D: poiché una fotocamera plenottica registra informazioni sulla profondità, le immagini stereo possono essere costruite nel software da una singola acquisizione di immagini plenottiche.[38][39]